# Blandouet-Saint Jean
Blandouet-Saint Jean ist eine französische Gemeinde mit 556 Einwohnern (Stand: 1. Januar 2022) im Département Mayenne in der Region Pays de la Loire. Sie gehört zum Arrondissement Mayenne und zum Kanton Meslay-du-Maine. 

## Geographische Lage
Blandouet-Saint Jean liegt rund 40 Kilometer westlich von Le Mans am Erve. Umgeben wird Blandouet-Saint Jean von den Nachbargemeinden Sainte-Suzanne-et-Chammes im Norden, Torcé-Viviers-en-Charnie im Nordosten, Saint-Denis-d’Orques im Osten und Südosten, Thorigné-en-Charnie und Saint-Pierre-sur-Erve im Süden sowie Vaiges im Westen.

## Geschichte
Zum 1. Januar 2017 wurde die Gemeinde als Commune nouvelle aus den bis dahin eigenständigen Kommunen Blandouet und Saint-Jean-sur-Erve gebildet.

## Gliederung
| Ortsteil                                 | ehemaliger INSEE-Code | Fläche (km²) | Einwohnerzahl (2016) |
| ---------------------------------------- | --------------------- | ------------ | -------------------- |
| Saint-Jean-sur-Erve (Verwaltungssitz)000 | 53228                 | 25,39        | 427                  |
| Blandouet                                | 53032                 | 11,33        | 189                  |